# Aenigmatanthera
Az Aenigmatanthera a Malpighiales rendjébe és a malpighicserjefélék (Malpighiaceae) családjába tartozó nemzetség.

## Rendszerezés
A nemzetségbe az alábbi 2 faj tartozik:
- Aenigmatanthera doniana (Griseb.) W.R.Anderson
- Aenigmatanthera lasiandra (A.Juss.) W.R.Anderson